# José Antonio Jubera Martínez
José Antonio Jubera Martínez o Toño Jubera (Logronyo, 14 de juliol de 1974) és un exfutbolista riojà, que jugava com a defensa.

## Trajectòria esportiva
Format al planter del CD Logroñés, la mala marxa del seu equip la temporada 94/95 va fer que el pujaren del filial. Eixe any va jugar 28 partits en Primera, i tot i que el seu equip va ser el cuer, Jubera va ser una de les notes positives del conjunt riojà. A partir d'eixe moment, el defensa esdevé titular al conjunt logronyesista, tant en Primera com a Segona Divisió.
Després de jugar la 99/00 al Granada CF de Segona B, a l'any següent retorna a la categoria d'argent, a les files de la SD Compostela, amb qui jugaria 38 partits. Els gallecs perden la categoria i el riojà marxa al Gimnàstic de Tarragona, on es repeteix la història: és titular i el seu club baixa a Segona B.
L'estiu del 2002 fitxa pel Terrassa FC. Compleix una bona primera temporada, però una greu lesió al genoll esquerre obliga a retirar-se el 2004.
En total, Toño Jubera ha sumat més de 250 partits de lliga entre Primera i Segona Divisió, 150 d'ells amb el CD Logroñés.